# تمضلوشت
تمضلوشت هي قرية مغربية صغيرة تقع على بعد 26 كيلومتر من مدينة تافراوت تبلغ مساحتها 5 كيلومتر مربع تقريبا، تحدها القرى التالية: اكني، زكزاون، ترمتمات، تيزي نتكيضا، انزك تيكيتار وامي نتملالت يبلغ عدد سكانها 200 نسمة يتواجد بها مسجد كبير تم إكمال بنائه سنة 2012. تشتهر بزراعة الأركان والزيتون واللوز 
.
1. ↑  جمعية تمضلوشت للتنمية والتعاون  قرية تمضلوشت  تاريخ الولوج 03 أغسطس 2012 نسخة محفوظة 09 أكتوبر 2016 على موقع واي باك مشين.